# KK Napredak Rubin Kruševac
Maillots
Le KK Napredak Rubin Kruševac est un club serbe de basket-ball basé à Kruševac. Le club participe à la deuxième division du championnat de Serbie de basket-ball.

## Historique
Le club est relégué en seconde division à la suite de la saison 2011-2012 du championnat serbe mais n'y reste qu'une saison et est promu en première division pour la saison 2013-2014.

## Entraîneurs successifs
- Depuis ? : Aleksandar Bucan